# Cuarteto para el fin de los tiempos
El Cuarteto para el fin del tiempo (Quatuor pour la fin du temps, pronunciación francesa: [kwatɥɔʁ puʁ la fɛ̃ dy tɑ̃]) es una composición de música de cámara de Olivier Messiaen. La obra fue creada durante la Segunda Guerra Mundial, concretamente en el campo de prisioneros de guerra alemán de Görlitz y se estrenó el 15 de enero de 1941. Está escrita para clarinete en Si bemol, violín, chelo, y piano; una típica interpretación completa dura aproximadamente 50 minutos.

## Composición y primera interpretación
Messiaen tenía 31 años cuando Francia entró en la Segunda Guerra Mundial. Fue capturado por el ejército Alemán en junio de 1940 y preso en Stalag VIII-A, un campamento para prisioneros de guerra en Görlitz, Alemania (ahora Zgorzelec, Polonia). Camino al campamento, Messiaen le mostró al clarinetista Henri Akoka, también prisionero, los bocetos de lo que sería Abîme des oiseaux. Otros dos músicos profesionales, el violinista Jean le Boulaire y el chelista Ètienne Pasquier, estaban entre sus compañeros prisioneros y, tras arreglárselas para obtener algo de papel y un pequeño lápiz de un simpático guarda (Carl-Albert Brüll, 1902-1989), Messiaen escribió un pequeño trio para ellos; esta pieza se convirtió en el Quarteto para el mismo trio con él al piano. La combinación de instrumentos es inusual, pero no sin precedente: Walter Rabi había compuesto para ella en 1896, como lo había hecho Paul Hindemith en 1938.
El cuarteto fue estrenado en el campamento, en exteriores y bajo la lluvia, el 15 de enero de 1941. Los músicos tenían instrumentos decrépitos y una audiencia de unos 400 compañeros prisioneros y guardas. Messiaen luego recordaba: “Nunca fui escuchado con tan profunda atención y comprensión.”
Brüll le proveía papel y aislamiento para componer, y también ayudó a conseguir los otros tres instrumentos. Falsificando papeles con un sello hecho con una papa, Brüll incluso ayudó a liberar a los artistas poco tiempo después de la presentación. Después de la guerra, Brüll hizo un viaje especial para visitar a Messiaen, pero fue despachado y le dijeron que el compositor no lo recibiría.

## Inspiración
Messiaen escribió en el prefacio de la partitura que la obra fue inspirada por un texto del Libro del Apocalipsis (Ap 10:1-2, 5-7, versión Nácar-Colunga):
Vi otro ángel poderoso, que descendía del cielo envuelto en una nube; tenía sobre su cabeza el arco iris, y su rostro era corno el sol, y sus pies, como columnas de fuego. [...] Y poniendo su pie derecho sobre el mar y el izquierdo sobre la tierra. [...] El ángel que yo había visto estar sobre el mar y sobre la tierra levantó al cielo su mano derecha y juró por el que vive por los siglos de los siglos, [...] que no habrá más tiempo,sino que en los días de la voz del séptimo ángel, cuando él suene la trompeta, se cumplirá el misterio de Dios, como El lo anunció a sus siervos los profetas. 

## Estructura
La obra se compone de ocho movimientos y refleja a la perfección los matices que tiene el autor en toda su carrera compositiva. Son la fuerte militancia en el catolicismo y la obsesión que tenía por el canto de los pájaros como material sonoro.

### Liturgie de cristal
I. “Liturgia de cristal”, para todo el cuarteto. En el prefacio de la partitura Messiaen describe la apertura del cuarteto:
Entre las tres y las cuatro de la mañana, el despertar de los pájaros: un mirlo o un ruiseñor improvisa un solo, rodeado de un sonido brillante, de un halo de trinos perdidos muy en lo alto de los árboles. Transporté esto a un plano religioso y tendrá el silencio armonioso del Cielo.
El movimiento de apertura empieza con el solo de clarinete imitando la canción de un mirlo y el violín imitando la canción del ruiseñor. El ritmo subyacente lo llevan el chelo y el piano: el chelo hace círculos de una misma melodía de cinco notas (usando los tonos Do, Mi, Re, Fa sostenido, y Si bemol) y un patrón repetitivo de 15 tiempos. La parte del piano consiste en un patrón rítmico de 17 notas permutado estrictamente a través de 29 acordes, como para dar al oyente un destello de algo eterno.

### Vocalise, pour l’Ange qui annonce la fin du Temps
II. “Vocalización, para el ángel que anuncia el fin del tiempo”, para todo el cuarteto.
La primera y tercera parte (muy cortas) evocan el poder de este poderoso ángel, con un arco iris sobre su cabeza y vestido con una nube, que pone un pie en el mar y un pie en la tierra. En la sección media están las armonías impalpables del cielo. En el piano, dulces cascadas de acordes azul-naranja, envolviendo con sus distantes armonías el canto casi gregoriano del violín y el chelo.

### Abîme des oiseaux
III. “Abismo de pájaros”, solo para clarinete.
El abismo es el Tiempo con su tristeza, su fatiga. Los pájaros son lo opuesto al Tiempo; ellos son nuestras ganas de luz, de estrellas, de arco iris, y de canciones alegres.
Una prueba incluso para los más dotados clarinetistas, con un tempo extremadamente lento marcando corcheas = 44.

### Intermède
IV. “Interludio”, para violín, chelo, y clarinete.
Scherzo, de un carácter más individual que los otros movimientos, pero aun así ligado a ellos por ciertas remembranzas melódicas.

### Louange à l’Éternité de Jésus
V. “Alabanza a la Eternidad de Jesús”, para chelo y piano.
Jesús es considerado aquí el Verbo. Una frase amplia, “infinitamente lenta”, en el chelo, magnífica con amor y reverencia la eternidad de la Palabra, poderosa y dulce, “cuyo tiempo nunca se acaba”. La melodía se extiende majestuosamente hacia una cierta distancia dulce y ceremoniosa. “En el principio existía el Verbo, y el Verbo estaba con Dios, y el Verbo era Dios.” (Juan 1:1 (La biblia de las Américas))
La música es arreglada de una pieza anterior, no publicada, “Oraison” de “Fête des belles eaux” para 6 Ondas Martenots, interpretada en la Feria Mundial de París en 1937. El tempo que marca es infinimente lento, estático. 

### Danse de la fureur, pour les sept trompettes
VI.“Danza de la ira, para las siete trompetas”, para todo el cuarteto.
Rítmicamente, la pieza más característica de la serie. Los cuatro instrumentos al unísono imitan gongs y trompetas (las primeras seis trompetas del Apocalipsis seguidas de varios desastres, la trompeta del séptimo ángel anunciando la consumación del misterio de Dios). Uso de valores agregados, de ritmos aumentados o disminuidos, de ritmos no-retrogradables. Música de piedra, formidable sonido granítico; irresistible movimiento de acero, bloques enormes de rabia morada, embriaguez glacial. Escuchar especialmente todos los terribles fortissimos de la argumentación del tema y los cambios de registro de sus diferentes notas hacia el final de la pieza.
Hacia el final del movimiento el tema retorna, fortissimo, en aumentación y con amplios cambios de registro.

### Fouillis d’arcs-en-ciel, pour l’Ange qui annonce la fin du Temps
VII. “Enredo de arcoíris, para el ángel que anuncia el fin del tiempo”, para todo el cuarteto.
Recurrentes aquí hay algunos pasajes del segundo movimiento. El ángel aparece en plena fuerza, especialmente el arcoíris que lo cubre (el arcoíris, símbolo de paz, sabiduría, y toda luminiscente y sonora vibración). – En mis sueños, escucho y veo acordes y melodías ordenadas, colores y formas conocidas; entonces, tras esta etapa transicional, paso a través de lo irreal y sufro, con éxtasis, un torneo; una compenetración indirecta de sonidos y colores sobrehumanos. Estas espadas de fuego, esta lava azul-naranja, estas estrellas fugaces: ahí está el enredo, ahí están los arcoíris!

### Louange à l'Immortalité de Jésus
VIII. “Alabanza a la inmortalidad de Jesús”, para violín y piano.
Gran solo de violín, equivalente al solo del violonchelo del quinto movimiento. ¿Por qué esta segunda elegía? Esta apunta especialmente al segundo aspecto de Jesús, Jesús el hombre, el Verbo hecho carne, inmortalmente ascendido para que comunicáramos su vida. Todo es amor. Su lento ascenso al agudo extremo es el ascenso del hombre a su dios, el hijo de Dios a su padre, el ser hecho divino hacia el Paraíso.
La música es un arreglo de la segunda parte de su previa pieza para órgano “Diptyque”, transportada arriba a tercera mayor de Do a Mi.

## Obras derivadas
La pieza es la inspiración del Quartet for the End Of Time, una novela de 2014 por Johanna Skibsrud, que toma prestado su título y estructura de esta pieza.